# Американо-ливийские отношения
Американо-ливийские отношения — двусторонние дипломатические отношения между США и Ливией.

## История
Соединенные Штаты установили дипломатические отношения с Ливией в 1951 году. В 1969 году ливийские военные свергли короля и лидер восставших Муаммар Каддафи стал главой государства. В 2011 году Муаммар Каддафи попытался жестоко подавить восстание против его диктатуры. Под эгидой резолюции Совета Безопасности ООН Соединенные Штаты, Великобритания и Франция начали вести военные действия против ливийского правительства для защиты гражданских лиц. Муаммар Каддафи был убит в ходе конфликта.
11 сентября 2012 года вооруженные экстремисты напали на американские правительственные объекты в Бенгази, убив четырех граждан США в том числе посла Кристофера Стивенса. Несмотря на это, американские власти на самом высоком уровне подтвердили свою поддержку демократической власти в Ливии.

## Торговля
Доходы от продажи нефти составляют основной источник доходов Ливии. В 2011 году США ввели санкции в отношении режима Муаммара Каддафи после применения им насилия против гражданских лиц. Большинство санкций США и ООН были сняты по просьбе нового правительства Ливии. После этого многие американские компании, в частности в нефтяном секторе, возобновили свои операции в Ливии. Соединенные Штаты также подписали торговое и инвестиционное соглашение с Ливией в рамках возобновления экономических отношений после долгого перерыва.